# Дан I
Йоан Дан I (на среднобългарски:† Іѡанъ Данъ), наричан още Дан Войвода, е пети войвода на Княжество Влахия от 1383 до смъртта си през 1386 г. Той е син на войводата Йоан Радул и Ана и полубрат на Мирчо Стари. По бащина линия е наследник на династията Басараб, внук на воеводата Никола Александър Басараб (1352 – 1364) и правнук на Иванко|Басараб (1319 – 1352) Чичо му е воеводата Йоан Владислав I (1364 – 1377) а леля му – Анна Басараб е съпруга на българският цар Йоан Срацимир (1356 – 1397) и майка на Константин II Асен. Дан се счита за родоначалник на разклонението Басараба – Данещи.

## Управление
В 1383 г., след смъртта на неговия баща Радул, Дан застава начело на Влашкото войводство. Дан е силно обвързан с две външнополитически цели – устояване на натиска на Кралство Унгария към Северинския банат и участие в династичните борби на юг от Дунав. Във вътрешнополитически план прави първата крачка към суверенитет – започва да сече свои монети под името дукати със средно тегло 0,20 гр. и 0,50 гр.
В документ от 1390 г. на унгарския крал Сигизмунд пише, че той с унгарската войска настъпил във Влахия срещу Дан и заел Мехадия (днес в Караш-Северин). Причините за тази война не са изяснени, но вероятно отново спорът е бил за владението на Северински банат. Някои стари исторически предания сочат като причина за смъртта на Дан конфликт с малкия му брат Мирчо Стари, но тази версия е отхвърлена като недостоверна, въпреки че двамата са разделени в подкрепата си на юг от Дунава – Дан подкрепя цар Иван Срацимир, а Мирчо – цар Иван Шишман след смъртта на цар Иван Александър на 17 февруари 1371 г. Според анонимната „Българска хроника“, Дан загива на 23 септември 1386 г., убит от цар Иван Шишман. Погребан е в църквата „Св. Никола“ (Княжеската църква) в гр. Куртя де Арджеш, дн. Румъния.
Дан е основател на клонката на династията Басараб, известна като Басараба-Данещи, които в следващия век водят двубой с другия клон на династията, наречен Басараба-Дракулещи, потомци на Мирчо Стари.

## Семейство
Дан I има брак с Мария от който има трима сина:
Влад, Йоан и Дан II.

## Изследвания
- Снежанка Генчева. Цар Шишман и Дан войвода. 23.09.1386. Силистра, 2013, ISBN